# لوگهد اس-۱ اسپرت
لوگهد اس-۱ اسپرت (به انگلیسی: Loughead S-1 Sport) یک هواگرد ساختِ کارخانهٔ لاکهید کورپوریشن در کشور ایالات متحده آمریکا است. این هواگرد برای نخستین بار در ۱۱ آوریل ۱۹۲۰ میلادی مورد استفاده قرار گرفت.